# Fasolasuchus tenax
Il fasolasuco (Fasolasuchus tenax) è un arcosauro estinto appartenente ai rauisuchi. Visse nel Triassico superiore (circa 215-220 milioni di anni fa) e i suoi resti sono stati ritrovati in Argentina.

## Descrizione

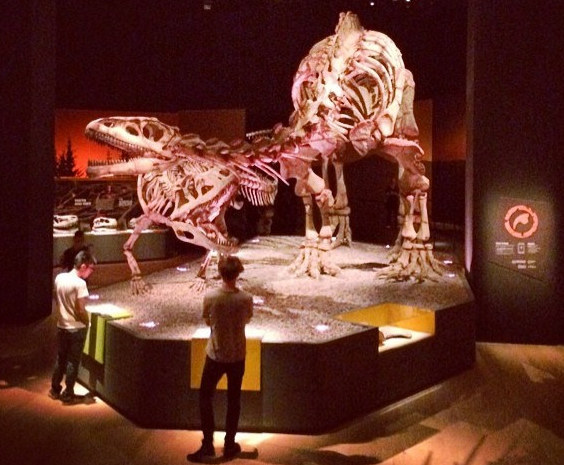
Fasolasuchus davanti al sauropode Lessemsaurus, a Singapore

Questo animale era di dimensioni enormi: il solo cranio era lungo circa 1,26 metri, e la lunghezza totale doveva essere compresa tra i 7,6 e i 9 metri. Il cranio era enorme, robusto e dotato di lunghi denti aguzzi e ricurvi. Il corpo doveva essere simile a quello degli altri rauisuchi, come Saurosuchus e Prestosuchus, e le zampe dovevano essere lunghe e robuste. Il corpo era percorso da file di placche dermiche (osteodermi), ma lungo la coda era presente solo una fila. La colonna vertebrale, inoltre, era caratterizzata da articolazioni insolite, che garantivano al tronco una rigidità notevole.

## Classificazione
Il fasolasuco era uno degli ultimi rappresentanti dei rauisuchi, un gruppo di rettili arcosauri predatori tipici del Triassico, ed era anche il più grande del gruppo. Apparteneva alla famiglia dei rauisuchidi (Rauisuchidae), ed era strettamente imparentato con il genere che dà il nome alla famiglia, Rauisuchus. I suoi resti sono stati descritti per la prima volta da José Bonaparte nel 1981.

## Stile di vita
Questo animale, ritrovato nella formazione Los Colorados, era il superpredatore del suo ambiente, e doveva essere in grado di attaccare qualunque altro animale compreso il gigantesco dinosauro prosauropode Riojasaurus. Altre possibili prede erano gli aetosauri del genere Neoaetosauroides. Forse Fasolasuchus era in competizione con il dinosauro teropode Zupaysaurus. In ogni caso, sembra che Fasolasuchus fosse specializzato nella caccia ai grandi prosauropodi.

## Nella cultura di massa
Un esemplare di Fasolasuchus è uno dei maggiori antagonisti nel film 65 - Fuga dalla Terra (2023), qui l'animale viene rappresentato con dimensioni di gran lunga superiori e non viveva nel periodo Cretaceo (dove è ambientato il film), il suo design è inoltre molto simile al Vastatosauro del film King Kong (2005) che a sua volta è simile al Tyrannosaurus rex apparso sempre in 65 - Fuga dalla Terra.